# Kunkovice
Kunkovice (in tedesco Kunkowitz) è un comune della Repubblica Ceca facente parte del distretto di Kroměříž, nella regione di Zlín.